# The Rude Awakening
Albums de Smif-n-Wessun
Dah Shinin'
(1995) Reloaded
(2005)
Singles
1. Won on Won
Sortie : 1997
2. Spanish Harlem
Sortie : 1997
3. Bucktown USA
Sortie : 1998
4. Black Trump
Sortie : 1998

The Rude Awakening est le deuxième album studio de Smif-n-Wessun (sous le nom de Cocoa Brovaz), sorti le 17 mars 1998.
Il s'agit de leur premier album sous le nom de scène de Cocoa Brovaz. En effet, en 1996 le fabricant d'armes à feu Smith & Wesson les avait poursuivis en justice pour détournement de nom, les contraignant à en changer.
L'opus a reçu des critiques mesurées et s'est vendu modérément, se classant 3e au Top R&B/Hip-Hop Albums et 21e au Billboard 200.

## Liste des titres
| No  | Titre                                                 | Contient un (des) sample(s) de                                                                                       | Durée |
| --- | ----------------------------------------------------- | --- | ----- |
| 1.  | Off the Wall (featuring Jah Dan et Professor X)       | Black Steel in the Hour of Chaos de Public Enemy                                                                     | 5:13  |
| 2.  | Still Standin Strong                                  | Get Out of My Life, Woman d'Iron Butterfly Don't Mess With Cupid d'Otis Redding Survival of the Fittest de Mobb Deep | 4:00  |
| 3.  | Won on Won                                            | | 3:57  |
| 4.  | Live AT The Garden (Skit)                             | | 0:40  |
| 5.  | Blown Away (featuring Buckshot)                       | El Verano de Bob James                                                                                               | 4:22  |
| 6.  | Money Talks (Skit)                                    | | 0:49  |
| 7.  | The Cash                                              | | 3:57  |
| 8.  | Black Trump (featuring Raekwon)                       | The Roof Is on Fire de Rock Master Scott and the Dynamic Three Incarcerated Scarfaces de Raekwon                     | 4:24  |
| 9.  | Dry Snitch (featuring Head Arabic et Smack Man)       | | 4:30  |
| 10. | Game of Life (featuring F.L.O.W.)                     | | 5:47  |
| 11. | Back 2 Life                                           | Cradle to the Grave de Mobb Deep                                                                                     | 3:51  |
| 12. | Bucktown U.S.A.                                       | Ode to a Fillmore Dressing Room du Paul Winter Consort                                                               | 4:00  |
| 13. | What They Call Him (Skit)                             | | 1:00  |
| 14. | Hold It Down (featuring Storm)                        | | 4:56  |
| 15. | Spanish Harlem (featuring Hurricane G. et Tony Touch) | | 4:09  |
| 16. | Myah Angelow (featuring Deidra Artis et Tall Sean)    | | 5:12  |
| 17. | Memorial (featuring Eek-A-Mouse)                      | Take the L Train (To 8th Avenue) des Brooklyn Funk Essentials                                                        | 5:36  |